# Schwörmontag
El Schwörmontag (Lunes de juramento, en español) es una fiesta tradicional de Ulm, la cual tiene lugar anualmente el penúltimo lunes de julio.

## Historia
La festividad se remonta hasta el siglo catorce. En ese entonces hubo una discusión entre los patricios y los gremios por el poder dentro del ayuntamiento de la ciudad de Ulm. Inicialmente se dirimieron las diferencias en el año 1397 a través de un documento llamado Großen Schwörbrief ("Gran Carta de Juramento"). Esta garantizaba a todos los miembros del parlamento el mismo derecho a voto y obligaba al alcalde a rendir cuentas anualmente. El juramento de fidelidad mutuo entre la ciudadanía y el ayuntamiento desde el "Balcón del juramento" (Schwörbalkon) de la Casa de juramento (Schwörhaus) de la ciudad se llevó a cabo hasta el siglo diecinueve; fue con la pérdida de la independencia en 1802 que esta costumbre fue prohibida por primera vez.

## La festividad del juramento desde 1933
Los nacionalsocialistas retomaron la vieja tradición e hicieron del discurso del juramento una arenga para el pueblo, en la que el alcalde daba cuentas del año anterior y presentaba los planes políticos, sociales y económicos del año siguiente. Los nacionalsocialistas interpretaron el discurso del juramento especialmente como una promesa de fidelidad entre "el líder (Führer) y sus seguidores. El 14 de agosto de 1933, con la entronización del alcalde nacionalsocialista Friedrich Foerster, se revivió la vieja tradición.  Después de la Segunda Guerra Mundial, el nuevo alcalde, Robert Scholl, convencido demócrata y padre de Hans y Sophie Scholl, se abstuvo de  realizar la ceremonia del juramento. Su sucesor, Theodor Pfizer, realizó la ceremonia nuevamente el 8 de agosto de 1949. Desde entonces, después del discurso del juramento, el alcalde en turno presta juramento a la "Gran Carta del Juramento" de 1937, considerada como la Constitución de la ciudad. Esto se lleva a cabo con el repique de la "Campana del juramento" (Schwörglocke) y la mención de la frase "Que ricos y pobres sean uno solo en las mismas cosas, con unidad y honradez, sin reserva alguna" (Reichen und Armen ein gemeiner Mann zu sein in allen gleichen, gemeinsamen und redlichen Dingen ohne allen Vorbehalt). En caso de que el clima no sea propicio para la ceremonia, ésta se realiza en la Catedral de Ulm.

## Nabada
Por la tarde del "Lunes de juramento" tiene lugar la Nabada, un tipo de carnaval sobre el Danubio. Además de los barcos oficiales temáticos, también participa toda la gente que desea hacerlo en barcos, lanchas u otros artefactos flotadores. En caso de que la Nabada no pueda llevarse a cabo debido a condiciones meteorológicas desfavorables para ello o por falta de condiciones adecuadas en el Danubio, se colocan cestas rojas en las coronas de la Catedral.
Cada cuatro años, en los dos domingos anteriores a la Nabada, se lleva a cabo el "Torneo de pescadores" (Fischerstechen) en el Danubio. Este torneo es totalmente independiente de las fiestas del juramento.